# Lerum
Lerum ist eine Ortschaft (tätort) in der schwedischen Provinz Västra Götalands län und Hauptort der Gemeinde gleichen Namens. Der Ortsname setzt sich aus den Teilen ler (Lehm) und um (Heim, Hof, Dorf) zusammen.

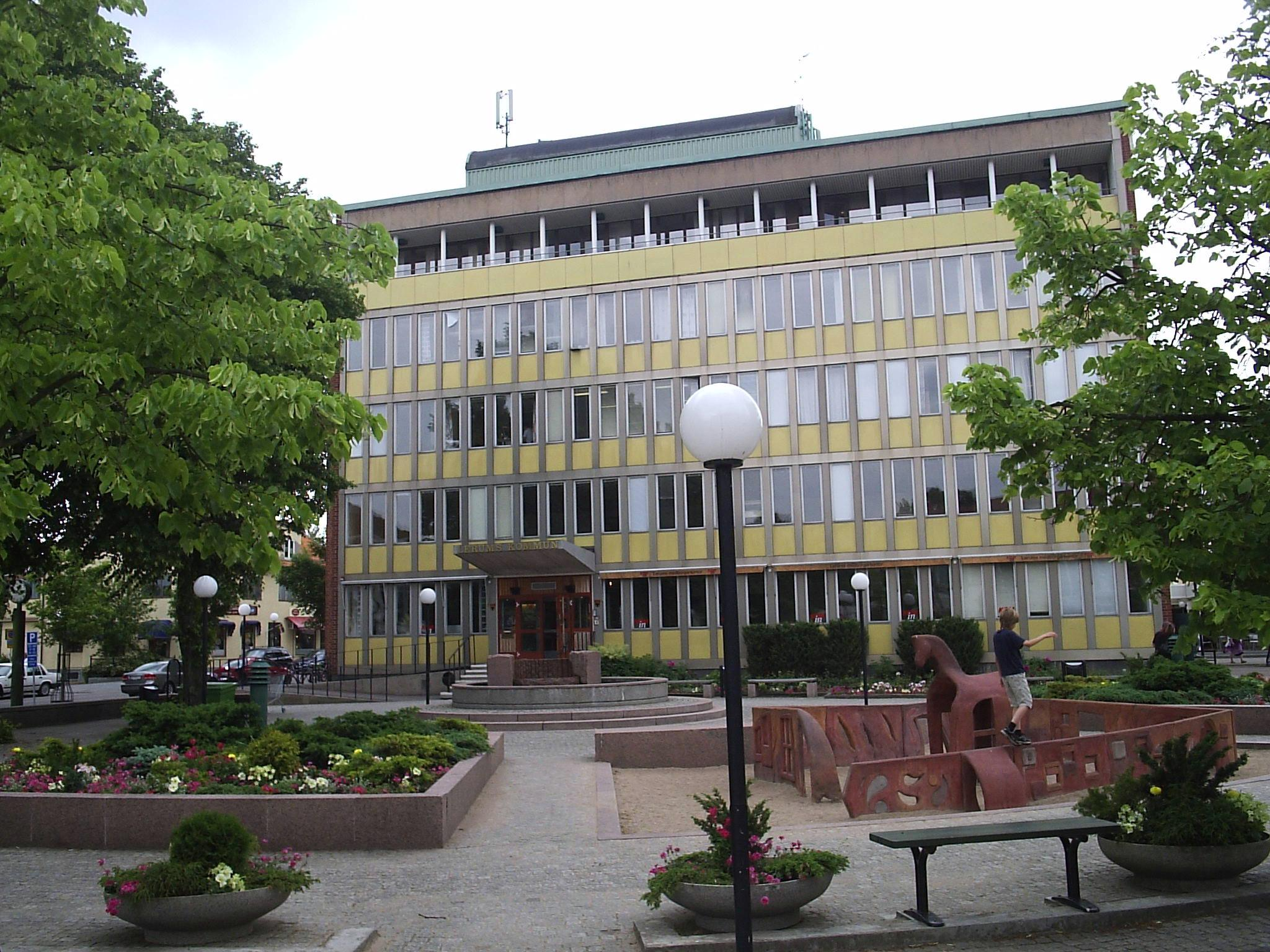
Gemeindeverwaltung in Lerum

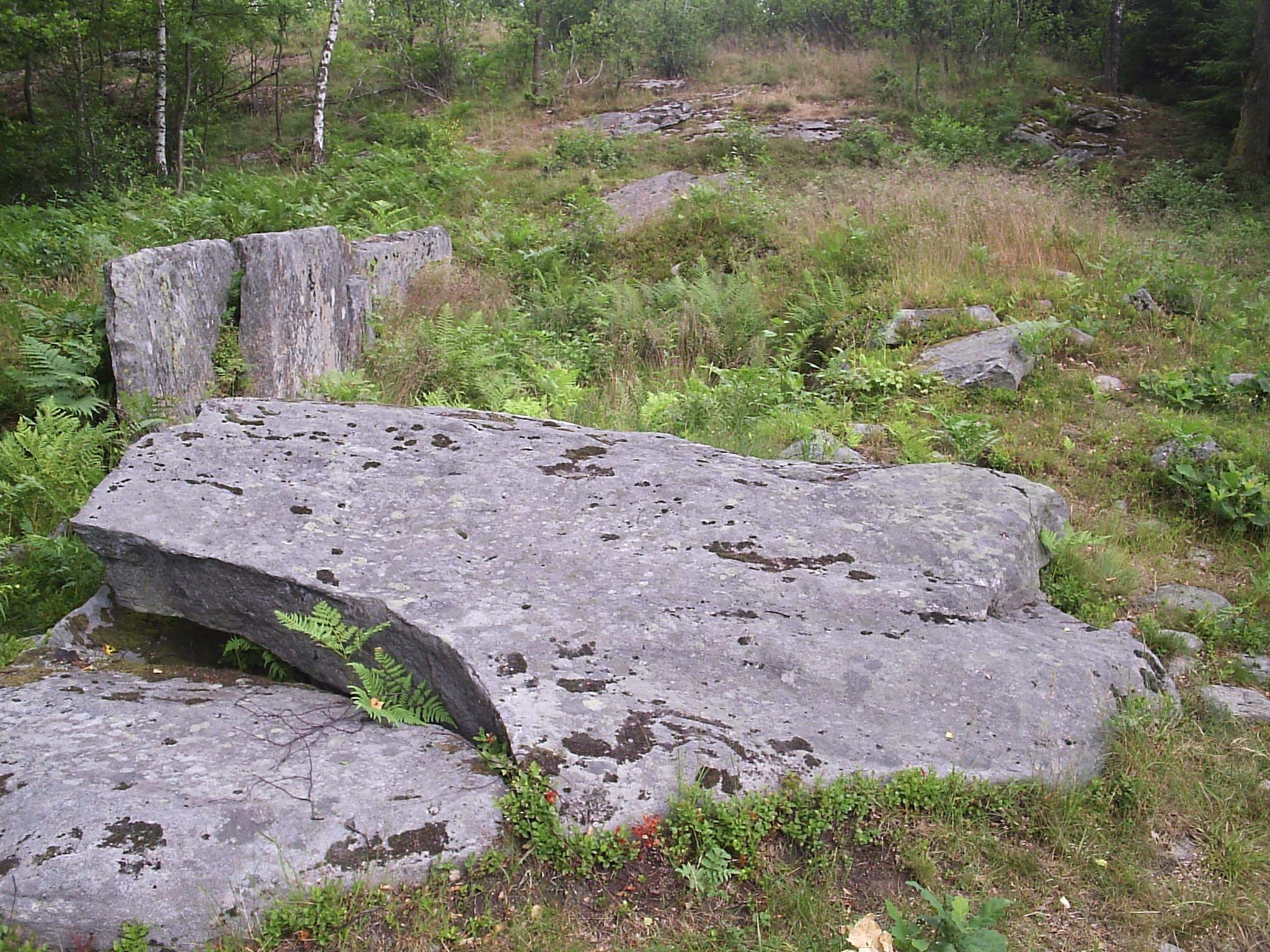
Steinkiste von Lerum

Der Ort liegt östlich von Göteborg an der Europastraße 20 und der Eisenbahnlinie, die Göteborg mit Stockholm verbindet. Im Gebiet, wo sich die Flüsse Säveån und Lerån treffen, entstand anfänglich ein Dorf, das sich immer weiter ausbreitete. Mit der industriellen Revolution entwickelte sich Lerum zum Gewerbezentrum. Die Siedlung wuchs mit den Orten Stenkullen und Aspen zusammen, die an Haltepunkten der Eisenbahn entstanden waren. Mit der Ausdehnung Göteborgs in der zweiten Hälfte des 20. Jahrhunderts erhielt Lerum immer mehr Vorortcharakter.
Die Schule Lerums gymnasium liegt zentral in der Stadt.
1987 ereignete sich ein schweres Eisenbahnunglück bei Lerum, bei dem zwei Züge frontal mit 100 km/h zusammenstießen. Neun Menschen starben und 130 wurden verletzt.

## Söhne und Töchter des Ortes
- Johannes Norlander (* 1974), Architekt und Möbeldesigner
- Pierre Hammarstrand (* 1978), Handballspieler
- John Klingberg (* 1992), Eishockeyspieler